# DJ Assad
Pour les articles homonymes, voir Assad.
 (janvier 2015).
Si vous disposez d'ouvrages ou d'articles de référence ou si vous connaissez des sites web de qualité traitant du thème abordé ici, merci de compléter l'article en donnant les références utiles à sa vérifiabilité et en les liant à la section « Notes et références ».
DJ Assad, nom de scène d’Adam Assad (né le 14 décembre 1982 à Meudon), est un DJ, producteur et compositeur français d'origine mauricienne.

## Biographie

### Débuts (2002-2009)
Grand passionné de musique depuis son enfance, DJ Assad s'intéresse à plusieurs styles musicaux (hip-hop, rock, house et soul). La rencontre avec DJ Abdel et DJ Godjothai, considérés, pour lui, comme ses mentors, lui fait lancer à 18 ans, pleinement dans sa passion. C’est avec DJ Milouz qu'il découvre l’univers de la radio en lançant le concept Royal Mix sur Radio FG en 2002. La Mixtape FG, chaque samedi, est née. Ils y résideront de 2002 à 2006, avant d’être contactés par Fun Radio qui leur donne l'occasion de mixer tous les samedis de 19 h à 21 h pour l'émission Royal Mix[source secondaire souhaitée].
La collaboration entre Fun Radio et le duo de disc jockey, fonctionne plutôt bien en termes d'audience pour l'émission Royal Mix. Cette expérience fait figure de tremplin pour la carrière de DJ Assad[source secondaire souhaitée]. En parallèle de sa résidence sur Fun Radio, il produit trois titres : Everybody Clap, Summer Lovin et Just Dance, ce qui va lui permettre de mixer au Pacha, Vip Room, Papagayo, Acapulco, Louise Gallery et au Platinum[source secondaire souhaitée].

### Playground(2010-2013)
En 2010, DJ Assad sort son premier album Playground (incluant les collaborations de Vincent Brasse, Big Ali, Willy William et Greg Parys). Le premier titre extrait de l'album est For Your Eyes. Le 21 août 2010, DJ Assad s'installe, avec son émission Royal Mix, en compagnie de DJ Milouz, sur les ondes de NRJ le samedi de 20 h à 22 h. La présentation est confiée à l'animateur Romuald Boulanger puis à Léo Lanvin[source secondaire souhaitée]. En septembre 2011, l'émission est désormais diffusée le samedi de 20 h à 21 h et animée par Anto. En septembre 2013, l'animation est confiée à Tiffany et l'émission est diffusée de 19 h à 20 h le samedi[source secondaire souhaitée].
En 2011, il sort successivement plusieurs singles : Pop My Life et See U Again. Il est appelé pour faire la première partie des concerts en France des artistes américains Usher ainsi que celui de Beyoncé, Jennifer Lopez et de l'artiste colombienne international Shakira.
En 2012, DJ Assad sort le single durant la période estivale Make It Hot interprété par la chanteuse Sabrina Washington ainsi que Addicted avec le célèbre chanteur britannique Craig David ainsi que Mohombi et Greg Parys[source secondaire souhaitée]. En décembre 2013, DJ Assad est choisi pour s'occuper de la première partie de la tournée française de Will.i.am[source secondaire souhaitée]. En 2013, il sort le titre Li Tourner, saga d'Alain Ramanisum lancée en 2001, qu'il remixe avec Willy William. Ce sera un véritable carton[style à revoir] et il signe ainsi le tube de l'été 2013, en se classant numéro un en radio et dans tous les clubs de France, ce titre lui vaudra de gagner un NRJ DJ Awards et un disque d'or.

### Collaborations (depuis 2014)
En janvier 2014, il revient avec un remix de la chanson Enamórame[source secondaire souhaitée] interprétée par Papi Sánchez en 2004 ce dernier revient également dans la version 2014 accompagné de Luyanna. En mai 2014, DJ Assad sort le single Alalila avec Denis Azor, Mario Ramsamy et Willy William le single se classera parmi les 5 plus gros hits des clubs durant tout l'été. DJ Assad fait partie des rares DJ à avoir classé trois titres (Li Tourner, Enamorame et Alalila) dans le top 5 du classement des hits clubs durant la même période (été 2014). Le 12 novembre 2014, il est nommé au NRJ DJ Awards dans la catégorie meilleur DJ français masculin aux côtés de David Guetta, Antoine Clamaran, DJ Snake et les Daft Punk. En décembre 2014, DJ Assad sort le single We Are One avec le chanteur Greg Parys, cette chanson symbolise l'unité des peuples et la richesse de la diversité.
En 2017, DJ Assad est compositeur sur le titre de J Balvin, Mi gente en featuring avec Willy William. En 2019, DJ Assad remporte un prix au BMI Award 2019, dans la catégorie : chanson latine contemporaine de l'année pour être compositeur sur le titre Mi Gente de J Balvin.

## Discographie

### Albums studio
| Année | Album      | Meilleure position | Certification | Notes |
| Année | Album      | France             | Certification | Notes |
| ----- | ---------- | ------------------ | ------------- | ----- |
| 2010  | Playground | 174                |               |       |

### Singles
| Année | Single                                                               | Meilleure position | Certification | Album      |
| Année | Single                                                               | France             | Certification | Album      |
| ----- | -------------------------------------------------------------------- | ------------------ | ------------- | ---------- |
| 2008  | Everybody Clap (vs Maradja)                                          | 25                 |               | Playground |
| 2008  | Summer Lovin' (vs Maradja)                                           | 14                 |               |            |
| 2012  | Addicted (feat. Mohombi, Craig David et Greg Parys)                  | 97                 |               |            |
| 2013  | Li Tourner 2013 (feat. Alain Ramanisum et Willy William)             | 12                 |               |            |
| 2014  | Twist 2k14 (avec Matt Houston feat. Dylan Rinnez)                    | 81                 |               |            |
| 2014  | Alalila (Le Sega) (feat. Denis Azor, Mario Ramsamy et Willy William) | 76                 |               |            |
| 2019  | Te Quiero (avec Gims feat. Dhurata Dora)                             | 100                |               |            |
| 2020  | Candela (avec T Garcia)                                              | 5                  |               |            |

- 2007 : Oh Oh (feat. Maradja et Willy William)
- 2007 : Everybody Clap (feat. Maradja)
- 2008 : Summer Lovin (feat. Maradja)
- 2008 : Just Dance (feat. DJ Milouz et Kyle Evans)
- 2009 : Come On Everybody (feat. Greg Parys)
- 2009 : For Your Eyes (feat. Vincent Brasse)
- 2010 : Playground (feat. Big Ali et Willy William)
- 2010 : So Far Away (feat. Nadia Lindor)
- 2011 : Pop My Life (feat. Vincent Brasse)
- 2011 : See U Again (Je crois en toi) (feat. Gilles Luka et Nadia Lindor)
- 2012 : Make It Hot (feat. Sabrina Washington)
- 2012 : Addicted (feat. Mohombi, Craig David et Greg Parys)
- 2013 : Li Tourner 2013 (feat. Alain Ramanisum et Willy William)
- 2014 : Twist 2K14 avec Matt Houston
- 2014 : Alalila (Le Sega) (feat. Denis Azor, Mario Ramsamy et Willy William)
- 2014 : We Are One (feat. Greg Parys)
- 2015 : Olé (feat. Big Ali et Greg Parys)
- 2015 : Venga Venga (feat. Luyanna & Jessy Matador)
- 2016 :  Le Temps passe (feat. Mohombi et Dalvin)
- 2017 : Mi Gente (co-écrit avec José Osorio, Willy William, Andrés David Restrepo et Mohombi Nzasi Moupondo - interprété par J Balvin et Willy William)
- 2018 : K-Ramba (Feat. Rayon-X, Jessy Matador)
- 2018 : Sweat (Feat. Laurell)
- 2019 : Coco, (Avec. Elijah)
- 2019 : Te Quiero, (Avec. Maitre Gims, Dhurata Dora)
- 2020 : Candela, (Avec. T Garcia).
- 2020 : Poquito, (Avec. T Garcia Et Tohi).
- 2020 : Bambino, (Avec. T Garcia).
- 2021 : Hasta Luego, (Avec. T Garcia).
- 2021 : Case Départ, (Avec. T Garcia).
- 2021 : J'fly, (avec Bebew : Greg Parys).
- 2021 : Ma douce, (avec. Yanns, T Garcia).